# لیگ دسته‌یک والیبال مردان ایران ۱۳۷۲
لیگ برتر والیبال ایران ۱۳۷۲ چهارمین دوره مسابقات دسته‌یک والیبال ایران می‌باشد. در این دوره ۸ تیم شرکت داشتند و در پایان تیم آبگینه قزوین به قهرمانی این دوره از مسابقات لیگ ایران دست یافت. آبگینه قزوین با این قهرمانی، به عنوان اولین تیم غیر تهرانی به عنوان نمایندۀ ایران به مسابقات آسیایی راه یافت.

## جدول رده‌بندی
| رتبه | تیم              |
| ---- | ---------------- |
| ۱    | آبگینه قزوین     |
| ۲    | بانک ملی تهران   |
| ۳    | بانک تجارت تهران |

## رده‌بندی نهایی
| رتبه | تیم              |
| ---- | ---------------- |
| 1    | آبگینه قزوین     |
| 2    | بانک ملی تهران   |
| 3    | بانک تجارت تهران |

|  | راه‌یافته به جام صلح ۱۹۹۴ |

| قهرمان فصل ۱۳۷۲ لیگ برتر ایران |
| ------------------------------ |
| آبگینه قزوین نخستین قهرمانی    |

|  |  |